# Ústřední spolek českých žen
Ústřední spolek českých žen byl český ženský vzdělávací, politický a dobročinný spolek působící v letech 1897–1918 v českých zemích. Vznikl s ambicí sjednotit české ženské a feministické spolky v Rakousku-Uhersku pod jednu organizaci. Stal se tak prvním ústředním ženským orgánem českých žen a následně se pak zabýval hájením jejich zájmů na rovnoprávnost, včetně rovných společenských příležitostí, dostupnějšího vzdělání či volebního práva.

## Historie
Dámské spolky začaly v Rakouském císařství vznikat po roce 1848, prvním v českých zemích byl Spolek svaté Ludmily roku 1851. První český ženský spolek Amerického klubu dam vzniknuvší z iniciativy mecenáše Vojty Náprstka, který se scházel v jeho domě U Halánků na Starém Městě, rozsáhlejší vzdělávací a dobročinné činnosti ve prospěch žen a matek vykonával od roku 1871 Ženský výrobní spolek. Další ženské spolky se dále formovaly například v Brně (Vesna), Olomouci či Plzni. Roku 1890 bylo pak v Praze zřízeno dívčí gymnázium Minerva. S postupujícím procesem emancipace českých žen následně rostla potřeba vytvoření jednotného jednacího orgánu, který by sdružil české ženské organizace a zasazoval se o naplňování jejich požadavků.

### I. sjezd českoslovanských žen
Spolek byl založen na I. sjezdu českoslovanských žen ve dnech 15. až 17. května 1897 na Staroměstské radnici, kterého se zúčastnila přibližně tisícovka delegátek z Čech, Moravy, Slezska či Slovenska. V rámci spolku byly utvořeny čtyři odbory dělených dle agendy: vzdělávací a školský, charitativní, zdravotnický a národohospodářský. Jeho první starostkou byla zvolena Pavlína Klenková z Vlastimilu, mj. manželka architekta Richarda Klenky z Vlastimilu. Dalšími představitelkami spolku byli například Teréza Nováková, Věnceslava Lužická či Eliška Krásnohorská. V rámci projevů vybízejících k větší rovnoprávnosti mužů a žen zde poprvé zazněl požadavek na volební právo žen v Rakousku-Uhersku.

Činovnice Ústředního spolku českých žen v Praze
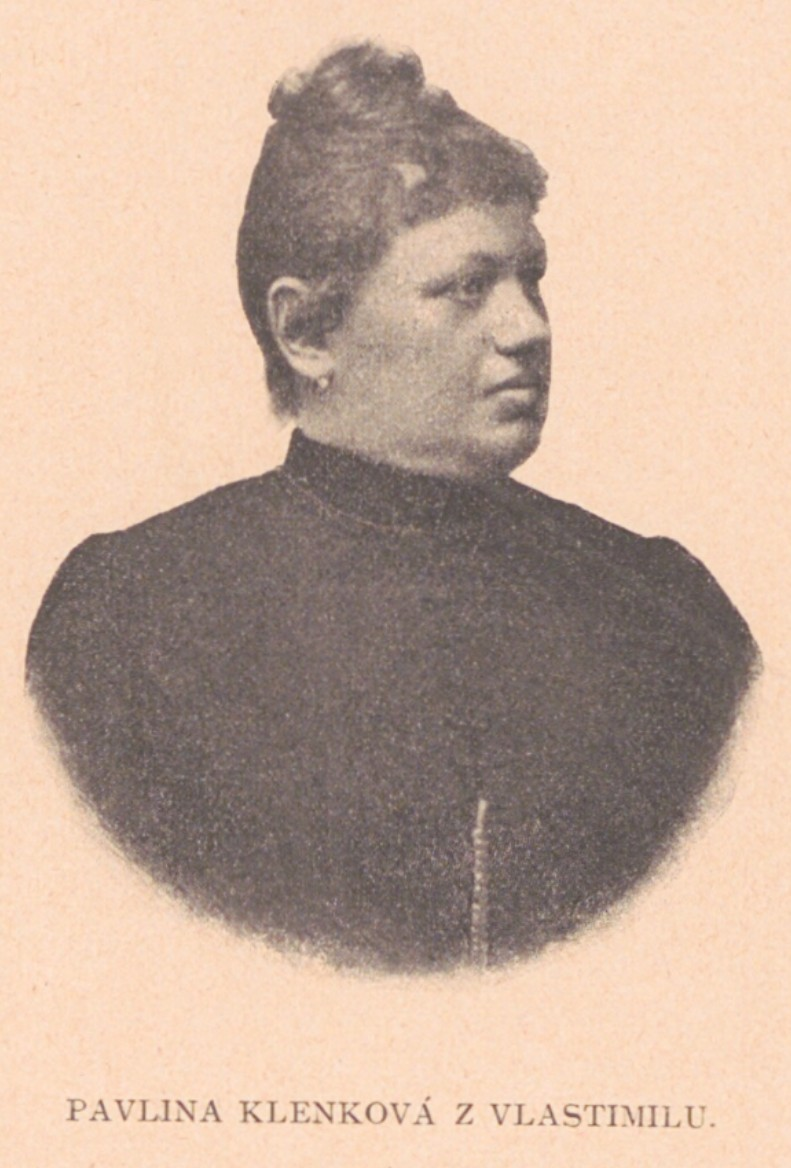
Pavlína Klenková z Vlastimilu – první předsedkyně (starostka)
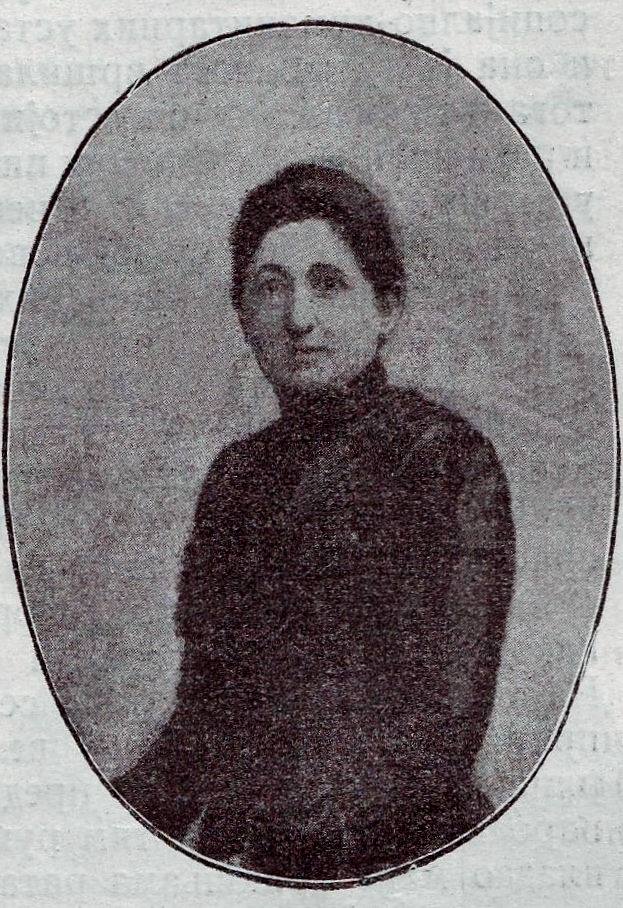
Zorka Hovorková – druhá předsedkyně
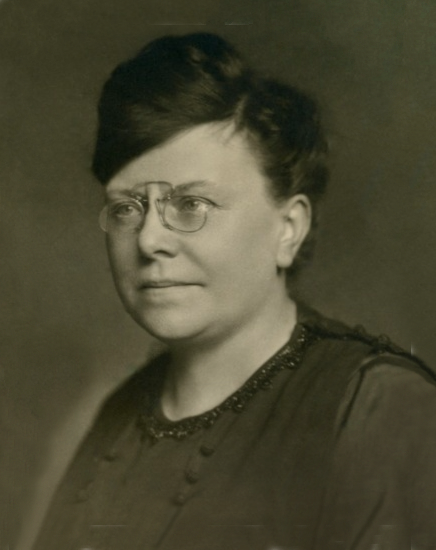
Eliška Purkyňová – jednatelka

### Agenda
Dále se spolek zasazoval např. o zrušení celibátu učitelek, prosazování české historie do osnov hodin dějepisu (oficiálně pojednaných dle rakouského výkladu dějin) či zapojení žen do politické soutěže. Rovněž pořádal řadu dobročinných, vzdělávacích a společenských akcí. 10. září 1902 byl založen Ženský klub český, specializovaný vzdělávací odbor. Roku 1908 vehementně podporoval kandidaturu Karly Máchové, Boženy Zelinkové a Marie Tůmové na posty poslankyň do rakouské Říšské rady. Rovněž měl spolek svůj abstinentský odbor poukazující na škodlivost alkoholu a zabývající se myšlenkou prohibice. jehož členkou byla mj. lékařka Eliška Vozábová.
Činnost spolku byla zároveň částí, především mužské, společnosti kritizována jako zbytečná a směšná. Posléze se v rámci organizace začaly rozvíjet dva proudy ženských iniciativ dle sociálních vrstev: měšťanský a dělnický.

### Ženský svět
Již na konci roku 1896 začala skupina jeho budoucích členek vydávat u vydavatelství Jana Otty čtrnáctideník Ženský svět, jedno z prvních tištěných periodik zaměřených na ženy. Prvními šéfredaktorkami byly Věnceslava Lužická a Teréza Nováková, později pak např. Pavla Maternová, rada členek spolku se pak zapojovala do redakční práce. List zároveň přednostně informoval o aktivitách a stanoviscích spolku, zároveň byl až do svého zániku roku 1930 možná nejrozšířenějším tištěných médií určených ženám.

### Zánik
Spolek zanikl roku 1918 v době vzniku Československa. Podstatná změna v legislativě tzv. První republiky ve prospěch občanských práv ženám pak vedla ke vzniku nástupnických organizací, jako například Československý svaz žen či Ženská národní rada.